# Cartland
Cartland (tytuł oryg.: Jonathan Cartland) – francuska seria komiksowa z gatunku western autorstwa Laurence Harlé (scenariusz) i Michela Blanc-Dumont (rysunki), w latach 1974–1989 ukazująca się w odcinkach na łamach czasopism "Lucky Luke" i "Pilote", a w latach 1975–1995 także w indywidualnych tomach nakładem wydawnictwa Dargaud. Po polsku serię opublikuało wydawnictwo Elemental w latach 2020–2022 w formie albumów zbiorczych. 

## Fabuła
Akcja serii rozpoczyna się w 1854 i toczy się na Dzikim Zachodzie. Traper Jonathan Cartland, któremu bliski jest styl życia Indian, pracuje jako zwiadowca dla białych podróżników. Po tragicznej śmierci jego indiańskiej żony i zaginięciu małego syna Cartland porzuca spokojną egzystencję i doświadcza wielu niebezpiecznych przygód. 

## Tomy
| Tom | Tytuł i rok I wydania polskiego  | Tytuł i rok I wydania oryginalnego    | Uwagi                                                                        |
| --- | -------------------------------- | ------------------------------------- | ---------------------------------------------------------------------------- |
| 1   | Jonathan Cartland (2020)         | Jonathan Cartland (1975)              | Po polsku tomy te ukazały się w 2020 w albumie Cartland. Wydanie zbiorcze 1. |
| 2   | Ostatni konwój do Oregonu (2020) | Dernier convoi pour l'Oregon (1976)   | Po polsku tomy te ukazały się w 2020 w albumie Cartland. Wydanie zbiorcze 1. |
| 3   | Widmo Wah-Kee (2020)             | Le Fantôme de Wah-Kee (1977)          | Po polsku tomy te ukazały się w 2020 w albumie Cartland. Wydanie zbiorcze 1. |
| 4   | Skarb Kobiety Pająka (2020)      | Le Trésor de la femme araignée (1978) | Po polsku tomy te ukazały się w 2020 w albumie Cartland. Wydanie zbiorcze 1. |
| 5   | Rzeka wiatru (2021)              | La Rivière du vent (1979)             | Po polsku tomy te ukazały się w 2021 w albumie Cartland. Wydanie zbiorcze 2. |
| 6   | Palce chaosu (2021)              | Les Doigts du chaos (1982)            | Po polsku tomy te ukazały się w 2021 w albumie Cartland. Wydanie zbiorcze 2. |
| 7   | Silver Canyon (2021)             | Silver Canyon (1983)                  | Po polsku tomy te ukazały się w 2021 w albumie Cartland. Wydanie zbiorcze 2. |
| 8   | Ocaleni z cienia (2022)          | Les Survivants de l'ombre (1987)      | Po polsku tomy te ukazały się w 2022 w albumie Cartland. Wydanie zbiorcze 3. |
| 9   | Świetliste dziecko (2022)        | L’Enfant lumière (1989)               | Po polsku tomy te ukazały się w 2022 w albumie Cartland. Wydanie zbiorcze 3. |
| 10  | Znaki diabła (2022)              | Les Repères du diable (1995)          | Po polsku tomy te ukazały się w 2022 w albumie Cartland. Wydanie zbiorcze 3. |

## Nagrody
W 1988 Harlé i Blanc-Dumont zostali uhonorowani nagrodą za najlepszy komiks na Międzynarodowym Festiwalu Komiksu w Angoulême za ósmy tom serii.